# Nhạc cách mạng
Nhạc cách mạng (tiếng Anh: revolutionary music) hay ca khúc cách mạng (tiếng Anh: revolutionary song) là những bài hát chính trị hướng đến ủng hộ hoặc ca ngợi cách mạng. Chúng được dùng để thúc đẩy tinh thuần và nhuệ khí cũng như phục vụ mục đích tuyên truyền chính trị hoặc khích động quần chúng. Các ca khúc cách mạng nổi tiếng nhất có thể kể đến như "La Marseillaise" của Pháp và "Quốc tế ca" của những người Cộng sản.